# Marie Tumba Nzeza
Marie Tumba Nzeza est une femme politique congolaise. Elle est ministre des Affaires étrangères au sein du gouvernement Ilunga de 2019 à 2021.
Elle était auparavant secrétaire générale adjointe de l'Union pour la démocratie et le progrès social (UDPS), chargée des affaires étrangères. 

## Biographie

### Formation
Marie Tumba Nzeza étudie à l'université libre de Bruxelles (Belgique), où elle obtient une licence en sciences sociales. Elle travaille ensuite dans le domaine des relations internationales entre Kinshasa et le Canada.

### Engagement politique
Très engagée politiquement durant la période de la Conférence nationale souveraine (CNS) au début des années 1990, elle brave plusieurs fois les forces de l'ordre pour s'opposer au MPR, le parti unique. Elle devient également conseillère nationale placée à la tête de la commission des affaires étrangères de la CNS. En 1991, le Premier ministre Jean Nguza Karl-I-Bond lui propose un poste de ministre dans son gouvernement, mais elle refuse.
Elle s'engage ensuite au sein de l'Union pour la démocratie et le progrès social (UDPS), parti de l'opposant historique Étienne Tshisekedi, aux côtés duquel elle milite activement. Sur demande du fils de ce dernier, Félix Tshisekedi, elle devient en mai 2018 secrétaire générale adjointe du parti, chargée des affaires étrangères,.

### Ministre des Affaires étrangères
À la suite de l'élection à la présidence de Félix Tshisekedi, elle est nommée ministre d'État et ministre des Affaires étrangères dans le gouvernement Ilunga le 26 août 2019, ayant été préférée à Aimé Boji, ancien beau-frère de Vital Kamerhe (directeur de cabinet du président). Elle est la seconde femme à obtenir ce poste depuis Ekila Liyonda (1987),, et détient le portefeuille le plus important parmi les 17 % de femmes nommées au sein de ce gouvernement. Elle prend officiellement ses fonctions le 9 septembre, succédant à Franck Mwe di Malila, qui assurait l'intérim du ministère.

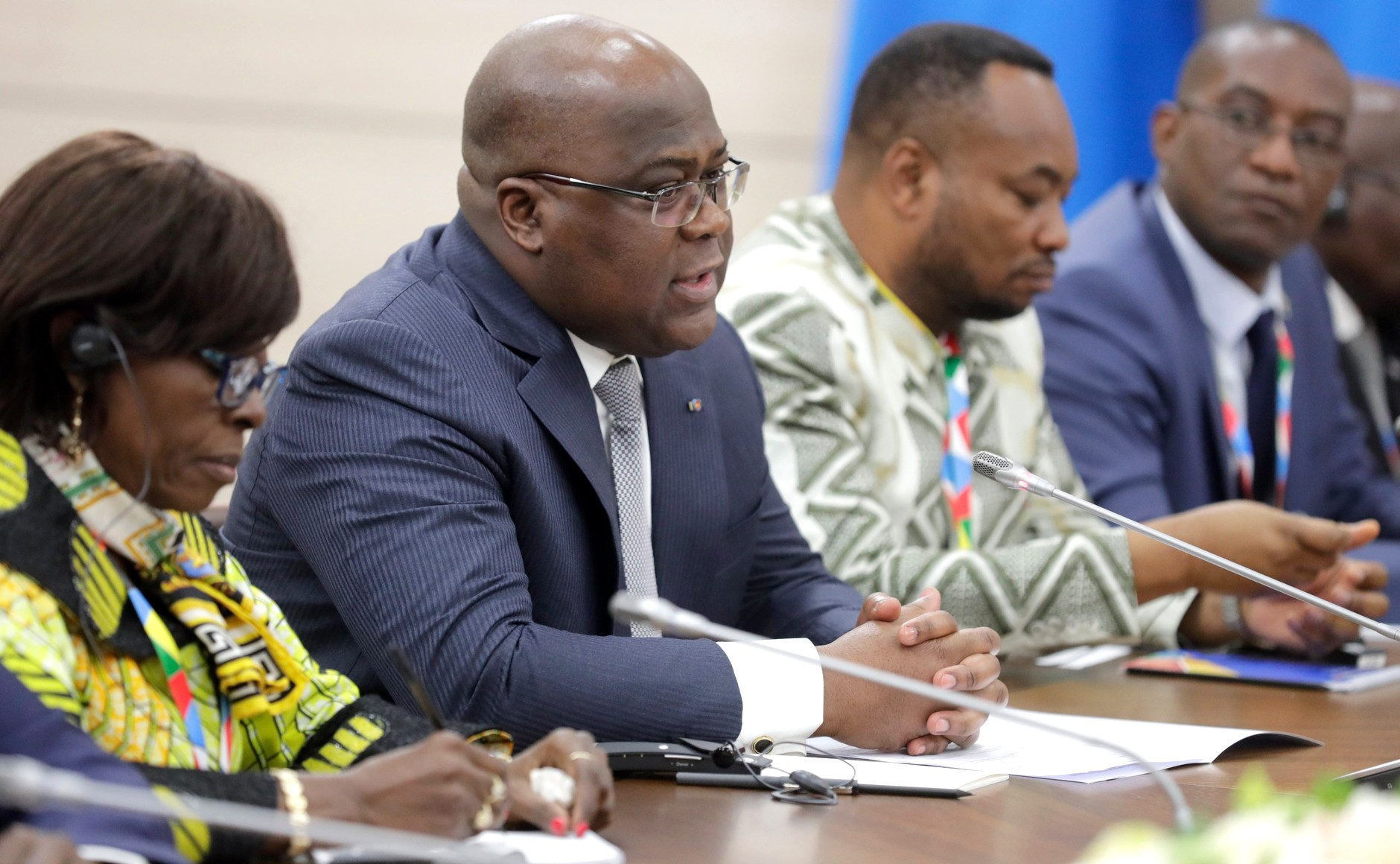
Marie Tumba Nzeza (à gauche) aux côtés du président Félix Tshisekedi à Sotchi (Russie) en octobre 2019.

En tant que ministre, début décembre 2019, elle met fin à la mission de trois ambassadeurs nommés sous la présidence de Joseph Kabila : Didier Ramazani Bin Kithima (Japon), Ignace Gata Mavita (ONU, New York) et Zénon Mukongo Ngay (ONU, Genève). Cette décision crée cependant la polémique au Congo, Ignace Mavita et Zénon Ngay ayant été rappelés pour avoir soutenu la Chine sur le dossier des Ouïghours lors de la 41e session du Conseil des droits de l'homme de l'ONU, un soutien qui leur avait été à l'époque dicté par le ministère. Marie Tumba Nzeza est notamment critiquée par la sénatrice Francine Muyumba, qui estime que la ministre « a agi en usurpant les compétences qui ne lui sont pas reconnues » et demande l'annulation de cette décision.
Pendant l'été 2020, Marie Tumba Nzeza s'implique dans la résolution du conflit frontalier entre la RDC et la Zambie. Elle mène ainsi plusieurs délégations pour négocier avec succès le retrait des troupes zambiennes du territoire congolais, faisant notamment appel à l'aide du Zimbabwe et de la SADC. Après cet épisode, elle indique que le chemin de la diplomatie sera désormais celui utilisé en priorité par la RDC en cas de conflit avec ses voisins.
En novembre 2020, elle fait abaisser le prix du passeport biométrique congolais, l'un des plus chers au monde, de 185 à 99 dollars. Cette initiative est saluée par la société civile, mais le manque de transparence concernant le nouveau contrat avec Semlex est dénoncé par le collectif « Le Congo n’est pas à vendre ».
Le 10 décembre 2020, elle met en place une task force au sein du ministère pour accompagner la présidence de Félix Tshisekedi à la tête de l'Union africaine. Celle-ci sera remise en cause par son successeur, Christophe Lutundula, qui en dénoncera le manque d'efficacité.
En avril 2021, elle alerte sur le non-paiement des loyers de plusieurs ambassades congolaises, dont les occupants risquent alors d'être expulsés. Elle déplore à cette occasion le manque de frais de fonctionnement et de dotations de son ministère.
N'ayant pas été reconduite au sein du gouvernement Lukonde, elle est remplacée au ministère des Affaires étrangères par Christophe Lutundula le 27 avril 2021. Elle indique alors regretter le peu de moyens qui lui furent alloués durant son passage au ministère.